# 和歌山市立西和佐小学校
和歌山市立西和佐小学校（わかやましりつ にしわさしょうがっこう）は、和歌山県和歌山市栗栖にある公立小学校。

## 沿革
- 1873年（明治6年）4月15日 - 岩橋小学校が創立。
- 1873年（明治6年）9月1日 - 栗栖小学校が創立。
- 1910年（明治43年）4月15日 - 岩橋小学校と栗栖小学校が合併され、西和佐小学校と改称。
- 1916年（大正5年）4月1日 - 和歌山県師範学校代用付属小学校となる。
- 1931年（昭和6年）4月1日 - 代用付属小学校を解く。
- 1941年（昭和16年）4月1日 - 国民学校令により、西和佐国民学校と改称。
- 1947年（昭和22年）4月1日 - 海草郡西和佐村立西和佐小学校と改称。
- 1955年（昭和30年）4月1日 - 学制改革により、和歌山市立西和佐小学校となる。
- 1960年（昭和35年）5月28日 - 本館の新築が完成。
- 1966年（昭和41年）3月10日 - 市営水道による給水が開始。
- 1967年（昭和42年）8月6日 - プールが竣工。
- 1971年（昭和46年）10月25日 - 第26回国民体育大会に出席のため来県した天皇、皇后が行幸[1]。
- 1980年（昭和55年）5月22日 - 屋内運動場竣工式。
- 1984年（昭和59年）3月31日 - 給食調理室が竣工。
- 1985年（昭和60年）3月13日 - 本館校舎が完成。
- 1985年（昭和60年）12月10日 - 「基礎学力充実」研究の発表。
- 1989年（平成元年）11月3日 - 和歌山県代表健康優良校の表彰。
- 1995年（平成7年）10月19日 - 全国「よい歯の学校」の表彰。
- 1996年（平成8年）4月5日 - 和歌山市基礎学力充実指定校となる。（19年度まで）
- 2000年（平成18年）4月1日 - 給食食材地産地消和歌山市モデル校となる。
- 2008年（平成20年）7月8日 - 防衛省・和歌山市より南極の氷が贈呈される。
- 2012年（平成24年）9月7日 - ビオトープ完成式典。

## 通学区域
- 和歌山市
  - 岩橋、栗栖（1080番地を除く）、出島（390番地の34から390番地の37まで及び404番地を除く） [2]。

## 進学先中学校
- 和歌山市立高積中学校[3]

## 周辺
- 和歌山市立西和佐幼稚園
- JAわかやま西和佐支店
- 和歌山西和佐郵便局
- 教蓮寺
- 浄土寺
- 丹生神社
- 和歌山インターチェンジ

## 交通
- JR和歌山線田井ノ瀬駅から南西へ約650メートル
- 和歌山県道143号井ノ口秋月線沿い
- 和歌山インターチェンジから東へ約1キロメートル

## 関係者

### 出身者
- 西口文也（プロ野球選手・投手、埼玉西武ライオンズ）
- 池邉啓二（元社会人野球選手）

## 通学区域が隣接している学校
- 和歌山市立和佐小学校
- 和歌山市立岡崎小学校
- 和歌山市立宮小学校
- 和歌山市立四箇郷小学校
- 和歌山市立四箇郷北小学校
- 和歌山市立直川小学校
- 和歌山市立紀伊小学校
- 和歌山市立川永小学校